# آن مكلارين
آن مكلارين (بالإنجليزية: Anne McLaren)‏ (مواليد 26 أبريل 1927 - الوفاة 7 ديسمبر 2007) عالمة بريطانية، رائدة في علم الأحياء النمائي، ساعد عملها في إنشاء التخصيب المختبري.

## وصلات خارجية
- آن مكلارين على موقع IMDb (الإنجليزية)
- آن مكلارين على موقع الموسوعة البريطانية (الإنجليزية)